# Burgstall Frickingen
Der Burgstall Frickingen ist eine abgegangene Felsenburg auf einem isolierten 610 m ü. NN hohen Felskegel im Flurbereich „Burgstall“ oberhalb westlich von Birkenweiler, einem Ortsteil der baden-württembergischen Gemeinde Frickingen im Bodenseekreis in Deutschland.
Die Burg Frickingen wurde erstmals 1094 in einer Urkunde des Schweizer Klosters Allerheiligen bei einer Besitzverleihung erwähnt, bezeugt von einem Graf Burchard von Frickingen. 1235 wurde die Burg samt Kirche, Vogteil und Zubehör von Adelheid von Justingen dem Bischof von Konstanz überlassen.  Angeblich wurde die Burg 1356 durch Konrad von Homburg zerstört. Vielleicht war die Schwedenschanze 2,5 Kilometer nördlich von Frickingen eine Vorgängeranlage.